# Постанова
Постано́ва (Regulation)
1. Завершальна частина протоколу засідання зборів, правління, президії та ін.;
2. Правовий акт, що ухвалюється вищими й деякими центральними органами колегіального управління для розв'язання найважливіших і принципових завдань, що стоять перед даними органами, і встановлення стабільних норм, правил поведінки. Постанови видають Кабінети міністрів республік на основі законів на їхнє виконання. У деяких випадках особливо важливі постанови ухвалюють Верховна Рада, профкоми та ін.
Текст постанови, як правило, складається з двох частин — констатувальної та ухвалювальної. Перша містить вступ, оцінку стану і, при необхідності, підстави для видання або посилання на правовий акт вищого органу. В частині ухвалення наводиться перелік запропонованих заходів, визначаються виконавець (виконавці) та термін виконання.
Проєкти постанов нерідко готують багато установ чи відомств. Постанови узгоджують з установами, інтересів яких вони торкаються, і представляють для візування керівникам. Якщо виникають розбіжності, до проєкту постанови додається довідка з викладом їхньої суті.
Проєкт документа разом із супровідним листом і довідками про погодження (і розбіжності, якщо вони є), підписаними керівниками установ, які складають проєкт, направляють до органу, котрий відповідає за його видання.
Постанови, разом із рішеннями та директивами, є правовими інструментами ЄС. Різниця між ними полягає в тому, що директиви набувають чинності лише через імплементацію в національне законодавство, в той час, як постанови й рішення — інструменти прямої дії. Вони набувають чинності в Європейському Союзі з моменту видання.
3. Постанова суду — вид судового рішення.
4. Картина в драматичному творі. Лимерівна. Драма в 5 справах і 6 постановах (Панас Мирний, V, 1955, 7).